# Chaos Computer Club
Chaos Computer Club (CCC) – niemieckie stowarzyszenie zrzeszające ok. 4 tys.  członków (hakerów) z krajów niemieckojęzycznych. Jest jedną z największych oraz najbardziej wpływowych tego typu organizacji.

## Historia
Chaos Computer Club został założony 12 września 1981 roku przez Wau Hollanda oraz inne osoby, przewidujące rolę, jaką odegra informatyka w przyszłości.
Światową sławę CCC uzyskał poprzez włamanie do niemieckiej sieci komputerowej (zwanej Bildschirmtext) oraz przelanie 134 tys. marek niemieckich na konto klubu. Pieniądze zostały zwrócone następnego dnia.
W 1989 roku grupa niemieckich crackerów pod przewodnictwem Karla Kocha została aresztowana za włamanie do komputerów rządowych USA i sprzedanie KGB kodu źródłowego systemu operacyjnego.
CCC jest najbardziej znany ze swoich demonstracji, które miały na celu pokazać jak słabe są zabezpieczenia w komputerach. W 1996 roku członkowie CCC zademonstrowali atak na technologię ActiveX firmy Microsoft. W kwietniu 1998 roku hakerzy zademonstrowali skuteczny atak na algorytm Comp128, dzięki czemu potrafili skopiować kartę SIM użytkownika i za jej pomocą odbywać (na jego koszt) rozmowy.
Członkowie Chaos Computer Club zajmowali się także problemami biometrycznymi. Koncentrowali się głównie na problemie uwierzytelniania na podstawie odcisków palców. Opracowali nawet metodę pozwalającą na podstawie odcisku palca skonstruować odlew, mogący służyć do podszywania się pod inną osobę.
Inną znaną pasją członków CCC są animacje na ścianach budynków, tworzone dzięki automatycznemu zapalaniu i gaszeniu świateł w oknach. Jeden z najbardziej spektakularnych pokazów tego typu został zaprezentowany w Paryżu.